# Babacar Kamara
Babacar Kamara (* 1982) ist ein ehemaliger schwedischer Boxer im Halbschwer- und Schwergewicht.

## Karriere
Babacar Kamara wurde 2003, 2010 und 2011 Schwedischer Meister im Halbschwergewicht, wobei er 2010 und 2011 im Finale jeweils den Olympiateilnehmer Kennedy Katende besiegte und 2011 auch zu Schwedens Boxer des Jahres ernannt wurde. 2007 wurde er nach Finalniederlage gegen den späteren Profiweltmeister Badou Jack (20:21) Vizemeister. 2005, 2006 und 2012 gewann Kamara zudem den Schwedischen Meistertitel im Schwergewicht und 2018 auch im Superschwergewicht.
2003 gewann er nach Halbfinalniederlage gegen İhsan Yıldırım Tarhan eine Bronzemedaille im Halbschwergewicht bei den EU-Meisterschaften in Straßburg und war Teilnehmer der Europäischen Olympiaqualifikation 2004 in Baku, wo er Kevin Evans aus Wales und Kenneth Egan aus Irland besiegte. Durch eine anschließende vorzeitige Niederlage gegen Ali Ismailow aus Aserbaidschan durfte er laut Regelwerk nicht zu seinem letzten Entscheidungskampf antreten und schied daher ohne Olympiaticket aus.
Weiters war er Teilnehmer der Europameisterschaften 2004 in Pula, 2006 in Plowdiw und 2008 in Liverpool, sowie der Weltmeisterschaften 2005 in Mianyang, 2007 in Houston und 2009 in Mailand. In WM-Kämpfen gelangen ihm dabei Siege gegen Anders Hugger aus Dänemark, Kenneth Egan aus Irland, Edgar Muñoz aus Venezuela, Nasi Hani aus Mazedonien und Ioannis Militopoulos aus Griechenland, während seine Niederlagen gegen Mourad Sahraoui aus Tunesien, József Darmos aus Ungarn und Artur Beterbijew aus Russland erfolgten. Bei den Europameisterschaften schied er gegen Artak Malumjan aus Armenien, Imre Szellő aus Ungarn und Daugirdas Šemiotas aus Litauen aus; Sein bedeutendster Sieg bei einer EM war jener 2006 gegen den zweifachen Olympiateilnehmer Bahram Muzaffer aus der Türkei. Bei der Europäischen Olympiaqualifikation 2008 in Athen unterlag er erneut gegen József Darmos, nachdem er zuvor Denizcan Gokkaya aus der Türkei besiegt hatte.  
Babacar Kamara wurde darüber hinaus auch in Länderkämpfen und internationalen Turnieren eingesetzt, wo er einige bedeutende Erfolge erzielen konnte; So besiegte er 2007 in Istanbul den Weltmeister und Olympiasieger Oleksandr Ussyk (17:15), sowie 2011 in Mariupol den zweifachen olympischen Silbermedaillengewinner Ädilbek Nijasymbetow (11:10). Weitere Gegner seiner Laufbahn waren Tony Jeffries, Dmitri Tschudinow, Mehdi Ghorbani und Elshod Rasulov. In der Saison 2012/13 wurde er von den British Lionhearts aus der World Series of Boxing (WSB) unter Vertrag genommen, mit denen er das Viertelfinale erreichte.